# Malaïka
« Malaika » redirige ici. Pour les autres significations, voir Malaika (homonymie).
Malaïka, qui signifie « ange » en swahili, est la plus importante chanson à succès issue de l'Afrique de l'Est. Le texte original est en swahili. Elle fut interprétée pour la première fois en public par Fadhili William en 1958. La parenté de cette chanson lui est généralement attribuée mais celle-ci est discutée.

## Historique

### Fadhili William
C'est en 1958 que Fadhili William chante pour la première fois à la station de radio African Broadcasting Services dans une émission appelée The Voice of Kenya et diffusée en direct ce qui deviendra non seulement son plus grand succès, mais aussi la plus célèbre chanson jamais composée en Afrique de l'Est : Malaïka.
Le premier enregistrement sonore de la chanson par Fadhili William a lieu en 1960 à Nairobi dans les studios East African Records d'Eric Blackart avec son groupe les Jambo Boys et Fundi Konde.

Plus tard, en 1962, elle fut réenregistrée, toujours à Nairobi, aux Equator Sound Studios avec l'Equator Sounds Band et Daudi Kabaka. L'Anglais Charles Worrod, patron des studios et du label, assura la renommée internationale de la chanson.

### Miriam Makeba
La première artiste à reprendre la chanson dans son répertoire est Miriam Makeba. Elle sera enregistrée pour la première fois en 1965 sous le titre de My angel, sur l'album An evening with Belafonte/Makeba et chantée en duo avec Harry Belafonte.

Si le texte original ne comporte que deux couplets, Miriam Makeba y insère un troisième au milieu des deux autres. Elle ralentit également le tempo qui s'ajuste mieux au message du texte.

### Autres
Outre Miriam Makeba et Harry Belafonte qui l'interprètent régulièrement séparément, d'autres artistes ont repris la version de Miriam Makeba - avec les trois couplets et le tempo plus lent - dans leur répertoire.
Citons : Angélique Kidjo, Khadja Nin, Soweto Gospel Choir,  Suzzana Owiyo (chanté pour moitié en swahili et pour moitié en luo), Boney M., Helmut Lotti, Pete Seeger, Hep Stars, Les Humphries singers (chanté en anglais), Kaïssa Doumbè, Safari Sound Band, Lisa Ono, Mel Jersey (chanté en allemand).
En version instrumentale : Bob Brozman et Djeli Moussa Diawara en duo (guitare et kora), Hiroko Kokubu (piano), Tanja Zajc Zupan (cithare).

## Controverse
Plusieurs versions existent quant à la parenté de l'œuvre. Bien qu'actuellement le monde de la musique considère qu'il faut attribuer les premiers et troisièmes couplets à Fadhili William, personne n'a jamais perçu de redevances pour la propriété intellectuelle.
- Le compositeur tanzanien Adam Salim affirme qu'il aurait composé la chanson à Nairobi entre 1945 et 1946 ;
- Miriam Makeba présentait toujours la chanson comme provenant de Tanzanie mais sans jamais citer son auteur « ... here's a song that comes from Tanzania » ;
- le producteur Charles Worrod fournit une autre version en créditant la chanson au beau-frère de Fadhili William, Grant Charo, sans que ce dernier ait jamais confirmé cette affirmation ;
- Fadhili William a toujours revendiqué la « paternité » de Malaïka, en fournissant même une description détaillée des circonstances dans lesquelles il l'a écrite.
- Le musicien David Amunga affirme que les paroles ont été ramenées au Kenya après la Seconde Guerre mondiale par une unité de divertissement de l’armée britannique composée de musiciens africains et chargée de divertir les unités africaines combattant en Birmanie.
- À l'époque de la colonisation de l'actuelle République démocratique du Congo par la Belgique, des militaires congolais auraient chanté Malaika lors du départ pour combattre les Allemands en actuelle Tanzanie et lors du retour après la victoire de Saïo.

## Paroles
| Texte de Fadhili William        | Texte de Miriam Makeba         | Traduction française                       |
| ------------------------------- | ------------------------------ | ------------------------------------------ |
| Malaika, nakupenda Malaika (2x) |                                | Mon Ange, je t'aime mon Ange               |
| Nami nifanyeje, kijana mwenzio  |                                | Que puis-je faire, moi ton jeune amoureux  |
| Nashindwa na mali sina, we      |                                | Si ce n’était le manque de fortune, oui    |
| Ningekuoa Malaika               |                                | Je t’épouserais Mon ange                   |
| Nashindwa na mali sina, we      |                                | Si ce n’était le manque de fortune, oui    |
| Ningekuoa Malaika               |                                | Je t’épouserais Mon ange                   |
|                                 |                                |                                            |
|                                 | Pesa zasumbua roho yangu (2x)  | L'argent trouble mon esprit                |
|                                 | Nami nifanyeje, kijana mwenzio | Que puis-je faire, moi ton jeune amoureux  |
|                                 | Nashindwa na mali sina, we     | Si ce n’était le manque de fortune, oui    |
|                                 | Ningekuoa Malaika              | Je t’épouserais Mon ange                   |
|                                 | Nashindwa na mali sina, we     | Si ce n’était le manque de fortune, oui    |
|                                 | Ningekuoa Malaika              | Je t’épouserais Mon ange                   |
|                                 |                                |                                            |
| Kidege, hukuwaza kidege (2x)    |                                | Petit oiseau, je rêve de toi, petit oiseau |
| Nami nifanyeje, kijana mwenzio  |                                | Que puis-je faire, moi ton jeune amoureux  |
| Nashindwa na mali sina, we      |                                | Si ce n’était le manque de fortune, oui    |
| Ningekuoa Malaika               |                                | Je t’épouserais Mon ange                   |
| Nashindwa na mali sina, we      |                                | Si ce n’était le manque de fortune, oui    |
| Ningekuoa Malaika               |                                | Je t’épouserais Mon ange                   |